# Таксон
Таксонът (или таксономична единица) е термин, с който се обозначава един организъм или съвкупност от организми. В класификацията на организмите на Карл Линей, на всеки таксон съответства определено таксономична категория, с което се определя мястото му в систематичната йерархия, отразяваща еволюционните връзки.
Докато таксоните са конкретни, реално съществуващи организми (например обикновен бук (Fagus sylvatica), род бук (Fagus), семейство букови (Fagaceae) и т.н.), то таксономичната категория е абстрактно понятие, показващо мястото на таксона в класификационната система. Таксономични категории са „вид“, „род“, „семейство“, „клас“ и др. Основната таксономична категория, на която се гради класификацията, е видът.
Таксонът е група организми в класификацията на органите с таксономична единица.
Вид-най-малката таксономична единица в класификацията.
Вид-група индивиди със сходни външни белези и анатомичен строеж с еднакви изисквания към средата и сходно поведение, които могат да се размножават
помежду си и потомството им е плодородно(може да има свои деца)
Ако даден вид е представен от малък брои индивиди, които живеят заедно в една група, то такъв наричаме Ендемит (витошко лале).